# سفارة الهند في الصين
سفارة الهند في الصين هي أرفع تمثيل دبلوماسي لدولة الهند لدى الصين. تقع السفارة في وهي تهدف لتعزيز المصالح الهندية في الصين.

## وصلات خارجية
- قائمة سفارات الهند
- قائمة السفارات في الصين